# Joe Kinnear
Joe Kinnear (Dublin, 27 de dezembro de 1946 – 7 de abril de 2024) foi um futebolista e treinador de futebol irlandês.

## Carreira
Kinnear atuou no Tottenham Hotspur nas décadas de 1960 e 1970, com o qual conquistou a Copa da Inglaterra em 1967, a Copa da UEFA em 1972, e a Copa da Liga Inglesa em 1971 e 1973.
Em 1989, foi vice-campeão com a seleção do Nepal dos Jogos Sul-Asiáticos.

## Morte
Kinnear morreu em 7 de abril de 2024, aos 77 anos.

## Títulos
Tottenham Hotspur
- Copa da Inglaterra: 1967
- Supercopa da Inglaterra: 1967
- Copa da Liga Inglesa: 1971, 1973
- Copa da UEFA: 1972